# Charlotte Robespierre
Charlotte Robespierre (Arrás, 5 de febrero de 1760-París, 1 de agosto de 1834) fue la segunda hija de Maximilien Barthélemy François de Robespierre y Jacqueline Marguerite Carrault, era la hermana menor de Maximilien y la hermana mayor de Henriette y Augustin Robespierre. En julio de 1764, su madre dió a luz a quien hubiera sido el quinto hermano, pero ambos fallecieron. Luego de la muerte de su esposa, el padre de los hermanos Robespierre los abandonó, pero se dice que a veces los visitaba, pero un día no volvió más.
Ella y su hermana Henriette fueron a vivir con sus tías paternas, mientras que los otros dos hermanos fueron con sus tías maternas. Recibieron una buena educación y ambas estudiaron en una escuela de convento en Tournai. A pesar de que ahora vivían en diferentes casas y escuelas, Charlotte todavía visitaba a sus hermanos todos los fines de semana y mantenía una buena relación con ellos. La muerte prematura de Henriette, fue bastante dura para los tres, especialmente para Maximilien, quien le escribió un poema emocional. En 1781 dejó su colegio para ir a vivir con Maximilien y "Bonbon" en Arras. En 1791, se puso en contra de los Affiches d'Artois de Barbe-Thérèse Marchand, un periódico antijacobino de su provincia, Artois, que criticaba a su hermano mayor. También, se supuso que Charlotte de Robespierre estaba comprometida con Joseph Fouché (probablemente entre 1789-1793) pero este se mudó a Nantes, donde se casó en septiembre de 1792 con otra mujer.
En mayo de 1789 (en vísperas de los Estados Generales), su hermano Maximilien se instaló en París y, en septiembre de 1792, también fue ella junto a su hermano menor. Vivía con Augustin al frente de la casa de los Duplay, pero se mudó al número 5 de la calle Saint-Florentin debido a peleas con Madame Duplay, la madre de la familia. Participó en los círculos políticos del París revolucionario, como los jacobinos, para defender a Maximilien. Según algunos relatos, Maximilien estaba comprometido con la hija mayor de Duplay, Éléonore, pero Charlotte lo negó repetidas veces, ya que ellas tampoco se llevaban bien; también su hermano Augustin se negó a casarse con ella según Charlotte.
Según Charlotte, su hermano dejó de hablarse con su antiguo amigo Pétion de Villeneuve, acusado de consumo conspicuo por Camille Desmoulins, y finalmente este se unió a Jacques Pierre Brissot.
En julio de 1793, después de que estallara una revuelta federalista en los Alpes Marítimos, Marsella y Niza, acompañó a su hermano menor (y a Jean-François Ricard, quien se sospecha que su esposa tuvo un amorío con Augustin) para reprimir la revuelta. Cuando Augustin regresó el 19 de diciembre, decidió no irse a vivir con Charlotte; ya que en el transcurso del viaje, su relación se fue deteriorando y ya no se hablaban. A pesar de sus discusiones, ambos hermanos mantuvieron una buena relación con su hermano mayor, y Charlotte visitaba frecuentemente a Maximilien y le llevaba comida casera. Pero una vez, cuando ella le envió mermeladas, la madre de los Duplay la acusó de intentar envenenar a su hermano mayor. Se ganó enemistades con varias personas de la época o habló mal de aquellos en sus memorias, como Manon Roland (de quien dijo que era buena, hasta que se alió con los aristócratas), Marie Couthon (con quien se llevaba bien, hasta que intentó retener de su silla de ruedas a su marido, Georges Couthon) Josefina de Beauharnais (con quien se peleó, pero aún así mantuvo un cuadro de ella en su casa), Marguerite Ricord (que la acusó de tener una relación amorosa con Augustin estando ella casada), entre varios más. Cuando sus hermanos fueron arrestados en la reacción termidoriana, solicitó un permiso para visitarlos, pero se lo denegaron. Ella misma fue arrestada e interrogada, pero finalmente liberada gracias a tener algunos amigos acusados de formar parte de la conspiración contra sus hermanos.
Tras la muerte de su hermano, vivió en circunstancias muy limitadas y fue acogida en diferentes casas de varios amigos. En 1803, Napoleón le concedió una modesta pensión, de la cuál Fouché lo convenció ya que a pesar de todos los problemas que tuvieron Charlotte y Joseph, todavía hubo algo, hasta durante la caída de Robespierre. En sus memorias, se cree que la muerte de su madre tuvo un efecto importante en Bonbon. Conoció a Albert Laponneraye, gran admirador de los Robespierre, quien posteriormente escribiría sus memorias, dictadas por ella, centrándose principalmente en la vida de sus hermanos. Murió en París en 1834 a los 74 años.